# Gayndah
Gayndah is een plaats in de Australische deelstaat Queensland en telt 1745 inwoners (2006).
Gayndah ligt ten noordoosten van de stad Brisbane. In de buurt liggen ook de steden Maryborough
en Bundaberg

## Stedenband
- Zonhoven (België)